# Anjelica Huston
Anjelica Huston, född 8 juli 1951 i Santa Monica, Kalifornien, är en amerikansk skådespelare och regissör. Hon belönades med en Oscar för bästa kvinnliga biroll i Prizzis heder 1985.

## Biografi

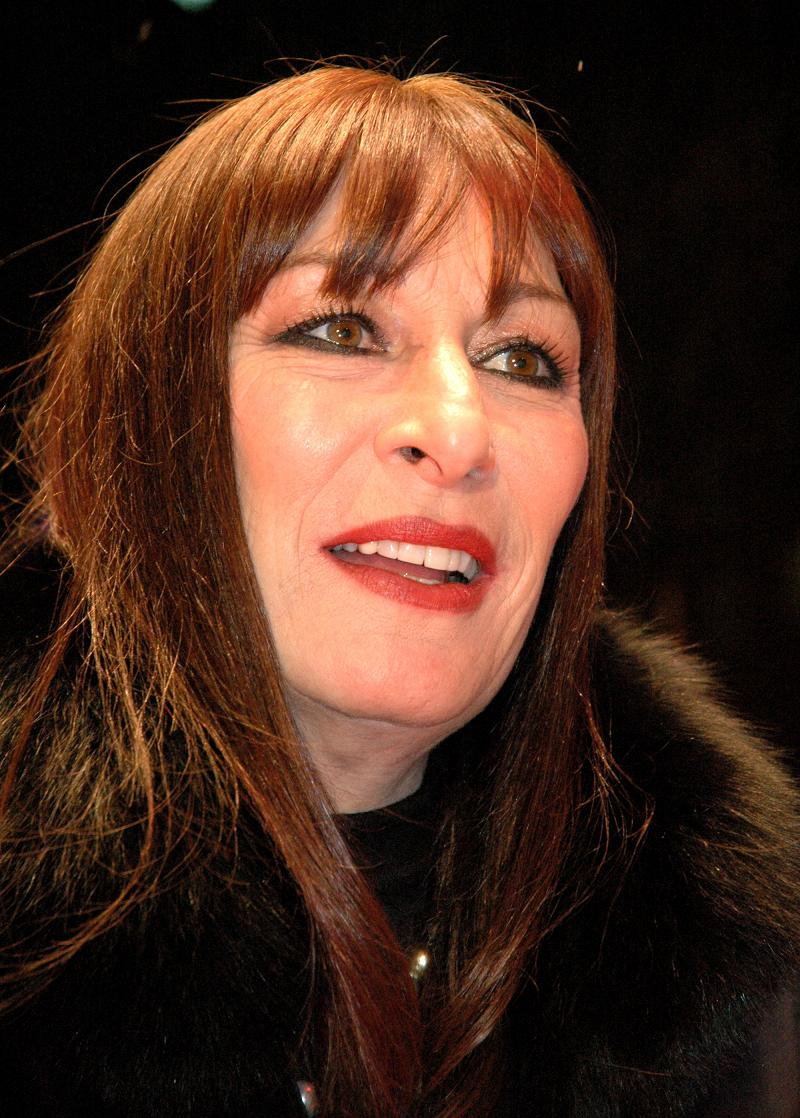
Anjelica Huston 2005.

Hon är dotter till filmregissören John Huston och sondotter till skådespelaren Walter Huston. Hennes mor, balettdansösen Ricki Soma, var av italienskt ursprung. Hon växte upp mestadels i Irland och England. Hon har spelat i några av sin fars filmer, däribland Prizzis heder och hans sista film The Dead från 1987.
Under 1970-talet var hon verksam som fotomodell mer än som skådespelare.
Huston spelade Morticia i Familjen Addamsfilmerna.
Huston har även regisserat flera filmer, bland andra Horungen (Bastard out of Carolina) 1996. Hon fick en Golden Globe för sin biroll i tv-filmen Iron Jawed Angels.

### Privatliv
Hon bodde tillsammans med Jack Nicholson 1973–1989. Hon var gift med skulptören Robert Graham 1992 till hans död 2008.

## Filmografi (i urval)

### Som skådespelare
- 1975 – Gökboet (statist)
- 1981 – Postmannen ringer alltid två gånger
- 1985 – Prizzis heder
- 1986 – Captain EO (kortfilm)
- 1987 – Det sista slagfältet
- 1989 – Små och stora brott
- 1989 – Fiender, en berättelse om kärlek
- 1990 – Svindlarna
- 1990 – Häxor
- 1991 – Familjen Addams
- 1993 – Manhattan Murder Mystery
- 1993 – Den heliga familjen Addams
- 1995 – Buffalo Girls (TV-film)
- 1995 – Hämnden
- 1998 – Buffalo '66
- 1998 – För evigt
- 1998 – Mord i Phoenix
- 2001 – Avalons dimmor
- 2001 – Royal Tenenbaums
- 2002 – Blodspår
- 2003 – Dagispapporna
- 2004 – The Life Aquatic with Steve Zissou
- 2006 – Seraphim Falls
- 2007 – The Darjeeling Limited
- 2008–2009 – Medium (TV-serie)
- 2010 – When in Rome
- 2011 – 50/50
- 2011 – Den stora jakten
- 2012 – Tingeling – Vingarnas hemlighet (röst)
- 2014 – Tingeling och piratfen (röst)
- 2014 – Tingeling – Legenden om önskedjuret (röst)
- 2018 – Isle of Dogs
- 2019 – John Wick: Chapter 3 – Parabellum
- 2019 – Operation Nordpolen (röst)
- 2020 – Flykten över Pyrenéerna
- 2021 – The French Dispatch
- 2025 – From the World of John Wick: Ballerina

### Som regissör
- 1996 – Horungen
- 1999 – Agnes Browne
- 2005 – Riding the Bus with My Sister